# Trygve Gulbranssen

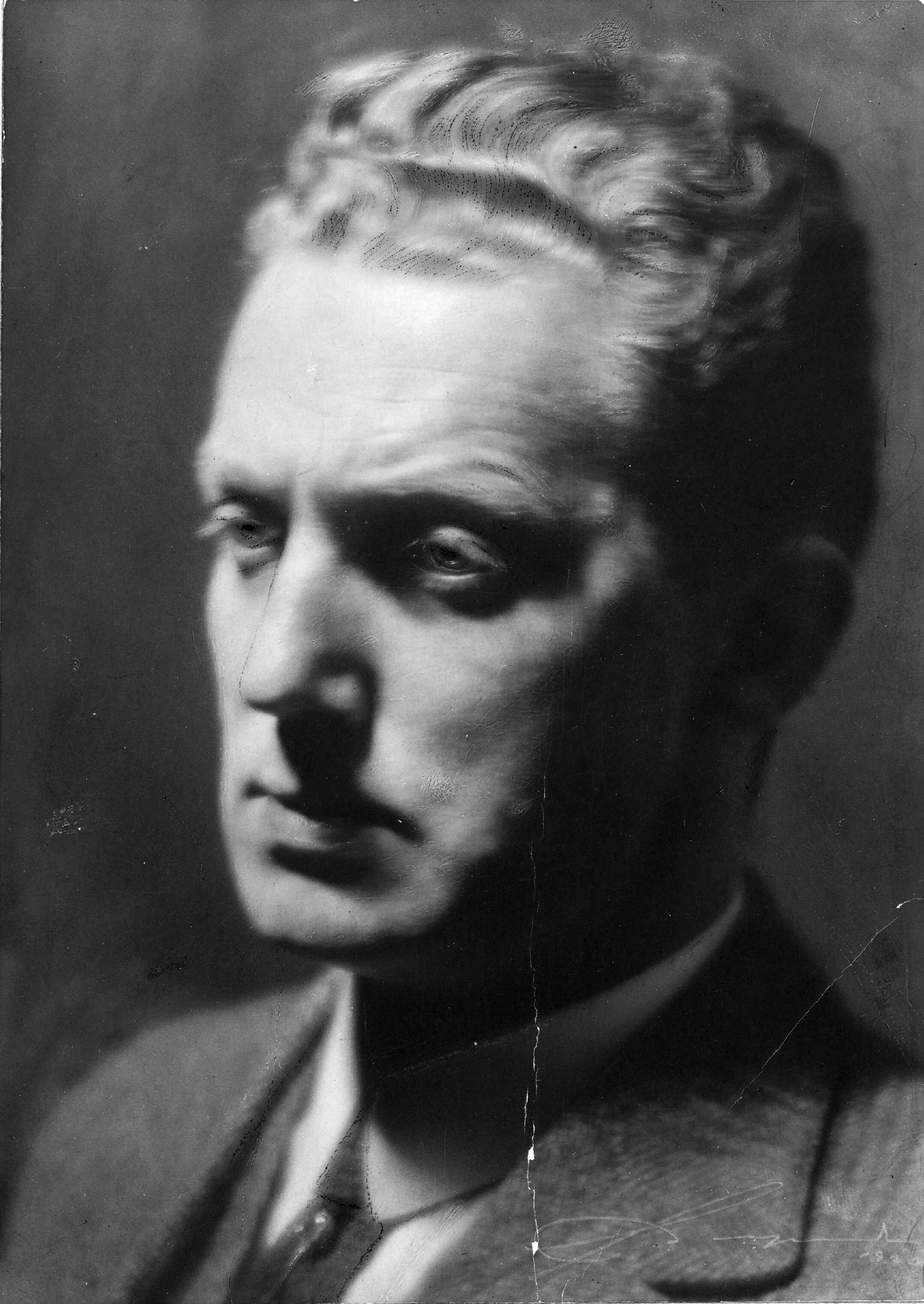
Trygve Gulbranssen em 1920.

Trygve Emanuel Gulbranssen (Oslo, Noruega, 15 de junho de 1894 – Eidsberg, Noruega, 10 de outubro de 1962) foi um escritor norueguês.

## Biografia
Trygve Gulbranssen era filho de um operário e se tornou diretor de fábrica entre 1918 e 1920, em Oslo. Inicialmente empresário e jornalista esportivo, posteriormente ficou conhecido por sua trilogia “O Legado de Björndal”, traduzida para mais de 30 idiomas, tornando-se um grande sucesso da ficção norueguesa, com mais de 12 milhões de exemplares vendidos.

## Obras
A trilogia se compõe dos livros “Og bakom synger skogene” (no Brasil “Além Cantam os Bosques”), de 1933, “Det blåser fra Dauingfjell” (tradução literal: “Não Sopra o Vento da Montanha a Morte Dela”), de 1934, e “Ingen vei går utenom” (tradução literal: “Não Há outra Maneira”), de 1935.
Alguns de seus romances foram adaptados para o cinema. No período do pós-guerra (1959), a trilogia foi filmada pela vienense "Mundus film”, com Gert Fröbe, Maj-Britt Nilsson e Joachim Hansen nos papéis principais.